# Kurt Stempell
Kurt Reinhold Stempell (* 1. Mai 1938 in Kreuzburg; † 22. März 2020) war ein deutscher Politiker (DDR-CDU, ab 1990 CDU). 1990 gehörte er als Abgeordneter der frei gewählten Volkskammer und danach bis 2004 dem Sächsischen Landtag an.

## Leben
Stempell besuchte die Oberschule und machte an der Landesschule Pforta bei Naumburg an der Saale das Abitur. Von 1956 bis 1962 absolvierte er ein Studium an der TH/TU Dresden, welches er als Diplomingenieur für Textil- und Faserstofftechnik abschloss. Nach einem Jahr Arbeit leistete er von 1963 bis 1965 seinen Grundwehrdienst in der Nationalen Volksarmee ab. Danach war er bis 1967 stellvertretender Abteilungsleiter in der Produktion einer Zellwollefabrik in Plauen. Ab 1967 war er wissenschaftlicher Mitarbeiter und stellvertretender Abteilungsleiter in der Erzeugnisentwicklung.
Stempell verstarb am 22. März 2020 im Alter von 81 Jahren.

## Politik
Der CDU der DDR gehörte Stempell seit 1965 an. Er war von 1970 bis 1990 Abgeordneter der Stadtverordnetenversammlung in Plauen. Von März bis Oktober 1990 war er Abgeordneter der Volkskammer der DDR. Danach zog er über den Wahlkreis 78 (Plauen) in den Landtag von Sachsen ein, dem er bis 2004 angehörte.

## Belege
- Klaus-Jürgen Holzapfel (Hrsg.): Sächsischer Landtag: 1. Wahlperiode, 1990–1994; Volkshandbuch. NDV Neue Darmstädter Verlagsanstalt, Rheinbreitbach 1991, ISBN 3-87576-265-7. S. 63. (Stand Mai 1991)

## Einzelnachweis
1. ↑  CDU trauert um Kurt Stempell. In: freiepresse.de. 27. März 2020, abgerufen am 27. März 2020.

| Personendaten    | Personendaten                                |
| ---------------- | -------------------------------------------- |
| NAME             | Stempell, Kurt                               |
| ALTERNATIVNAMEN  | Stempell, Kurt Reinhold (vollständiger Name) |
| KURZBESCHREIBUNG | deutscher Politiker (DDR-CDU, CDU), MdV, MdL |
| GEBURTSDATUM     | 1. Mai 1938                                  |
| GEBURTSORT       | Kreuzburg                                    |
| STERBEDATUM      | 22. März 2020                                |